# Iguanodectidae
Die Iguanodectidae sind eine Familie aus der Ordnung der Salmlerartigen, die in Südamerika beheimatet ist. Die Familie besteht aus drei Gattungen. Die Iguanodectidae galten ursprünglich als Unterfamilie der Characidae. Die nahe Verwandtschaft dieser Gruppen gründet sich auf den Vergleich von DNA-Sequenzen aus zwei Genen der mitochondrialen DNA und von drei Genen aus dem Zellkern. Eine morphologische Diagnose der Familie wurde bisher nicht publiziert.
Die Fische sind elritzenartig langgestreckt. Sie können 4 bis 13 Zentimeter lang werden. Alle ernähren sich carnivor vor allem von Insekten (Anflugnahrung).

## Systematik

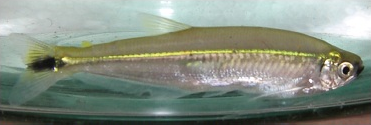
Piabucus melanostomus

Gegenwärtig zählen über 30 Arten in drei Gattungen zur Familie Iguanodectidae.
- Iguanodectes Cope, 1872
  - 8 Arten
- Piabucus Oken, 1817
  - Piabucus caudomaculatus (Vari, 1977)
  - Piabucus dentatus (Kölreuter, 1763)
  - Piabucus melanostoma (Holmberg, 1891)
- Bryconops
  - 21 Arten

Die Iguanodectidae sind die Schwestergruppe der Acestrorhynchidae.